# Malonat de dietil
Malonatul de dietil este un compus organic, fiind esterul dietilic al acidului malonic.

## Structură
În structura malonatului de dietil, grupa metilenică centrală (-CH2-) se află în vecinătatea a două grupe carbonilice (-C(=O)-).

## Obținere
Malonatul de dietil se obține în urma reacției dintre sarea sodică a acidului cloroacetic cu cianură de sodiu, iar după se realizează o reacție de hidroliză bazică a nitrilului obținut, obținându-se sarea disodică a acidului malonic. Printr-o esterificare a sării cu etanol se obține malonatul de dietil:

## Proprietăți

### Aciditate
Atomii de hidrogen legați de atomul de carbon adiacent grupelor carbonilice (poziția α) conferă un caracter acid moleculei. De asemenea, grupele carbonilice ajută la stabilizarea carbanionului rezultat prin deptoronarea grupei metilen:
Baza conjugată care se obține de la acidul malonic prezintă o structură care se poate stabiliza prin rezonanță prin trei izomeri:

### Sinteza malonică
Sinteza esterilor malonici este cea mai importantă aplicație a malonatului de dietil. Carbanionul (2) format în urma reacției dintre malonatul de dietil (1) și o bază poate fi alchilat cu un compus electrofil (precum o halogenură de alchil). Se obține un compus 1,3-dicarboniclic (3) care suferă decarboxilare la derivatul de acid acetic corespunzător (4):